# Wulf Kansteiner
Wulf Kansteiner (* 1964 in Dortmund; † 8. August 2025) war ein deutscher Neuzeithistoriker und Hochschullehrer.

## Leben
Nach dem Studium der Geschichtswissenschaft und Germanistik an der Ruhr-Universität Bochum (1985–1987) und der Geschichtswissenschaft an der University of California, Los Angeles (1987–1997) war er von 1997 bis 1998 Assistant Professor an der University of Tennessee at Chattanooga und von 1998 bis 1999 Assistant Professor an der Kent State University. Von 1999 bis 2006 war er Assistant Professor und von 2006 bis 2014 Associate Professor an der Binghamton University. Ab 2014 lehrte er als Professor an der Universität Aarhus.
Seine Forschungsschwerpunkte waren neuere und neueste deutsche Geschichte, Mediengeschichte, Geschichtstheorie und Collective Memory Studies.
Wulf Kansteiner starb am 8. August 2025 im Alter von 60 Jahren.

## Schriften (Auswahl)
- In pursuit of German memory. History, television, and politics after Auschwitz. Athens 2006, ISBN 0-8214-1638-3.
- mit Christoph Classen (Hrsg.): Historical representation and historical truth. Malden 2009, OCLC 351778441.
- mit Norbert Frei (Hrsg.): Den Holocaust erzählen. Historiographie zwischen wissenschaftlicher Empirie und narrativer Kreativität. Symposion im Juni 2011 in Jena. Göttingen 2013, ISBN 3-8353-1077-1.
- mit Claudio Fogu und Todd Presner (Hrsg.): Probing the ethics of Holocaust culture. Cambridge 2016, ISBN 978-0-674-97051-9.